# Nicolae Grigore
Nicolae Grigore (19 de julio de 1983, Buftea) es un exfutbolista profesional rumano.
Fue internacional absoluto por Rumania y jugaba como mediocentro defensivo.

## Trayectoria
| Club            | País    | Año       |
| --------------- | ------- | --------- |
| Rapid Bucureşti | Rumania | 2000–2009 |
| FC Braşov       | Rumania | 2004      |
| FC Braşov       | Rumania | 2009–2010 |
| Rapid Bucureşti | Rumania | 2010-2013 |